# 3x3 Eyes
3x3 Eyes, Sazan Eyes ou A Revolta dos Humanos é um mangá escrito e ilustrado por Yuzo Takada produzido em 1987.
Foram feitas depois duas séries de OVAs: 3×3 Eyes com 4 episódios lançado em 1991, e 3×3 Eyes Seima Densetsu com 3 episódios, lançado em 1995, dirigido por Kazuhisa Takenouchi e Seiko Sayama e produzido pelas empresas Bandai Visual, Kodansha, Toei Animation e Geneon.

## Sinopse
Yakumo era um estudante japonês normal que trabalhava em um bar, filho de um estudioso de youkais quando, por acidente, se envolve com a bela e misteriosa Pai. Em uma viagem anterior à região chinesa de Sanjiyan Unkara, seu pai a havia conhecido e descoberto que ela era um youkai. Devido à sua condição demoníaca, Pai é atacada, frequentemente, por criaturas consideradas como demônios ou youkais. Em um destes ataques, o estudante Yakumo é morto. Se sentindo culpada, a garota usa um antigo feitiço que transforma o rapaz em um Wu, uma espécie de zumbi morto-vivo, que tem uma força sobre-humana e, pode se regenerar de qualquer ferimento. Para atender o desejo de Pai em se transformar em humana, a dupla vive uma série de aventuras pelo mundo.

## Animação

### Em Portugal
Nos anos 90 a Pris Audiovisuais lançou um VHS em inglês com legendas em português, contendo dois episódios de quatro. Não foi lançado um segundo VHS. Já em 2008 a Jonu Media lançou a colecção com os sete episódios: Os 4 OVAs de 1991 e os 3 de 1995. Contém áudio japonês com legendas em português.

## Personagens
Principais
- Pai (パイ), Pai Ayanokoji (綾小路 パイ), Parvati IV (パールバティー四世)
- Yakumo Fujii (藤井 八雲)
- Takuhi
- Jake McDonald
- Haan Hazrat (ハズラット・ハーン)
- Youko Ayanokouji (綾小路 葉子)
- Kaiyanwang (鬼眼王)
- Benares (ベナレス)

Yougekisha
- Chen Aguri
- Lee Ling Ling (李 鈴鈴)
- Long Meixing (龍 美)
- Steve Long (スティーブ 龍)

Seguidores de Kaiyanwang
- Benares (ベナレス)
- Ryouko
- Choukai
- Ran Pao Pao